# Tabloid

Brytyjski tabloid Daily Express

Tabloid (bulwarówka, brukowiec) – typ gazety, przeważnie dziennika o sensacyjnej treści i dużej liczbie ilustracji.

## Charakterystyka
Tabloidy skierowane są do czytelników mniej wykształconych: zawarte w nich informacje zawierają sensacje, tytuły artykułów są populistyczne i dosadne. Dzięki łatwo przyswajalnemu językowi i stosunkowo niskiej cenie trafiają przede wszystkim do mało wymagających odbiorców. Odwołują się one do emocji, do prawdziwych lub mniemanych sensacji, nierzadko łamią etykę dziennikarską. Zdarza się, że opisują fikcyjne historie. Zawierają dużo zdjęć, a mało tekstu. Ilustracje często przedstawiają szokujące sceny, nierzadko przesycone są nagością. W bulwarówkach zazwyczaj dużo uwagi poświęca się tematyce sportowej. Częstym atrybutem jest łatwa krzyżówka lub konkurs (np. zdrapka). 
Tabloidy nie są mediami opiniotwórczymi, gdyż nie reprezentują własnego zdania, lecz powielają opinie większości swoich czytelników – na przykład chętnie potępiają pedofilów, wobec których opinia publiczna jest nastawiona negatywnie, nie poruszają jednak tematyki aborcji (w Polsce) czy PRL-u, gdyż zdania na te tematy są w społeczeństwie podzielone. Bulwarówki nie omawiają zagadnień naukowych ani polityki międzynarodowej w kontekście innym niż skandalu, gdyż mogłoby to okazać się zbyt nudne dla czytelników nastawionych na tanią sensację.
Czasami do określenia takiego pisma używa się pejoratywnego słowa „brukowiec” (dawniej też „rewolwerówka”). Wyraz „tabloid” raczej nie ma negatywnych konotacji, według językoznawców dodaje on nawet dostojności. Jest to rodzaj zamierzonej aprecjacji językowej, czyli dowartościowania za pomocą nazwy obcego pochodzenia, czegoś, co powszechnie uznawane jest za obiekt kontrowersji, a nawet drwin. 
W Polsce dużą popularność zdobyły dzienniki „Super Express” (1991) i „Fakt” (2003), w Niemczech „Bild” (1952), w Wielkiej Brytanii „News of the World” (1843–2011), „Daily Mirror” (1903), „The Sun” (1964). Oprócz płatnych bulwarówek dużą popularność zyskały te bezpłatne, rozdawane w miejscach publicznych (np. na przystankach autobusowych).
Ostrą krytykę gazet tego typu (konkretnie niemieckiego Bildu) przedstawił Heinrich Böll w powieści Utracona cześć Katarzyny Blum (1974).

## Historia

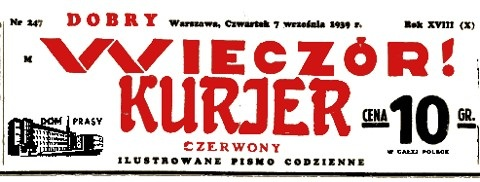
Winieta międzywojennej polskiej bulwarówki

Początkowo termin Tabloid™ oznaczał silną, skondensowaną tabletkę. Później nazwą tą zaczęto określać specyficzny format pisma w nieco mniejszym rozmiarze od tradycyjnych gazet, dzięki czemu po rozłożeniu można łatwiej je czytać w zatłoczonym tramwaju, w poczekalni u lekarza i w innych miejscach, gdzie znajduje się wokół dużo ludzi. Początki tego rodzaju wydawnictw sięgają XIX-wiecznej tak zwanej penny press. W Europie pierwsze tabloidy pojawiły się na Wyspach Brytyjskich, gdzie zyskały ogromną popularność.
W Polsce międzywojennej stosowanymi niekiedy określeniami na tego rodzaju wydawnictwa było „prasa czerwona” albo wręcz „czerwoniaki”, przy czym nie miało to w żadnym razie konotacji politycznej, tylko było nawiązaniem do koloru winiet oraz stosowanych w tych gazetach środków ekspresji, przyciągających czytelników tej prasy, w postaci dużych, krzykliwych tytułów (co bardziej sensacyjnych informacji) drukowanych czerwoną farbą. Wśród międzywojennych „czerwoniaków” były m.in. warszawskie gazety: Dobry Wieczór, Kurier Czerwony (oba te tytuły połączyły się w 1932 w gazetę Dobry Wieczór! Kurier Czerwony), Dzień Dobry i Express Poranny, których redakcje mieściły się od 1929 roku w przebudowanej fabryce dywanów przy ulicy Polnej u zbiegu z ulicą Marszałkowską (obok kamienicy Kacperskich przy placu Unii Lubelskiej). Budynek ten podczas adaptacji na cele redakcyjne w latach 1927–1929 otrzymał jaskrawoczerwoną ceramiczną okładzinę portalu, której kolor nawiązywał również do tego popularnego określenia.